# Ágios Ioánnis (Paphos)
Pour les articles homonymes, voir Ágios Ioánnis.
Ágios Ioánnis (grec moderne : Άγιος Ιωάννης) est un village de Chypre de plus de 29 habitants.